# 自由現金流量
公司自由現金流量（英語：Free cash flow to firm），是可自由運用的現金流，是從營運來的現金流量扣減維持現有營運所需的資本支出和税金後之餘額。企業可以用這些現金为公司的成長擴充，也可以作為發放股東股利，清償負債或是預留下來備度過景氣蕭條期。與收益或淨收入不同，自由現金流量是衡量盈利能力的指標，不包括損益表的非現金支出，包括設備和資產支出以及營運資本的變化。總之，自由現金流量是公司在不影響營運下可以自由使用的現金餘額，也是衡量公司財務彈性的指標。
自由現金流量是以現金流量表第一段營運來源的現金流量為主；資本支出的數字，理論上是為維持企業競爭力所必須的資本支出，如機器的更新，新產能的投資等，對於外部的投資人與分析師而言，需要自行判斷估計，估計的基礎可以是歷史紀錄——現金流量表中的投資活動現金流量項下的固定資產增購，及公司對外發表的前景說明——如公司計畫中的新廠或新生產線的投資規模與進度。
自由現金流量的成長可能預告著盈餘的成長，當公司的營收成長，成本控制得宜，經營有效率等都是自由現金流量成長的關鍵，也代表公司營運的起飛；反之當公司的自由現金流量不足時，不僅喪失可能的投資機會，嚴重時可能被迫增加負債。也因此國外的投資分析師非常重視企業自由現金流量的分析，其重視程度不亞於每股盈餘。